# Rajmund Pietkiewicz (duchowny)
Rajmund Pietkiewicz (ur. 19 lutego 1970 w Oleśnicy) – polski duchowny, doktor habilitowany nauk teologicznych, profesor uczelni w Instytucie Nauk Biblijnych i prorektor Papieskiego Wydziału Teologicznego we Wrocławiu.

## Życiorys
Rajmund Pietkiewicz w okresie szkolnym był stypendystą Krajowego Funduszu na rzecz Dzieci. W 1995 ukończył studia teologiczne na Papieskim Wydziale Teologicznym we Wrocławiu. Uzyskał dwa doktoraty – w 2003 na Wydziale Filologicznym Uniwersytetu Wrocławskiego stopień doktora nauk filologicznych, specjalność bibliologia, za rozprawę pt. Pismo Święte w języku polskim w latach 1518–1638. Sytuacja wyznaniowa w Polsce a rozwój edytorstwa biblijnego, a w 2004 na Papieskim Wydziale Teologicznym we Wrocławiu stopień doktora nauk teologicznych za rozprawę pt. „Biblia Tysiąclecia” w tradycji polskiego edytorstwa biblijnego. W 2008 ukończył studia w Rzymie, uzyskując tytuł licencjusza nauk biblijnych, przedstawiając dzieło É caduto Abner come si cade davanti ai malfattori? Studio sincronico del lamento su Abner (2 Sm 3,33b-34a) alla luce della nuova ricostruzione del testo di 1Qsam. W 2012 Papieski Wydział Teologiczny we Wrocławiu nadał mu stopień doktora habilitowanego nauk teologicznych na podstawie rozprawy W poszukiwaniu "szczyrego słowa Bożego". Recepcja zachodnioeuropejskiej hebraistyki w studiach chrześcijańskich w Rzeczypospolitej doby renesansu.
Profesor uczelni w Instytucie Nauk Biblijnych Papieskiego Wydziału Teologicznego we Wrocławiu. Kierownik Studium Języków Biblijnych i Nowożytnych PWT we Wrocławiu (2008-2014), współzałożyciel Inicjatywy Akademickiej „Fides et Ratio" oraz od 2012 prezes Towarzystwa Studiów Interdyscyplinarnych przy PWT we Wrocławiu. Od 1 października 2014 pełni funkcję prorektora ds. naukowo-dydaktycznych PWT we Wrocławiu.
W 1995 przyjął święcenia kapłańskie. W latach 1995–1999 był wikariuszem w Górze Śląskiej, a 1999–2002 był kapelanem w klasztorze Sióstr Benedyktynek od Wieczystej Adoracji Najświętszego Sakramentu. Od 2002 do 2004 ojciec duchowny w MWSD we Wrocławiu. Od 2004 do 2008 służył jako wikariusz w Parafii San Paolo della Croce w Follonicy. Rezydent w parafii pw. Najświętszego Imienia Jezus we Wrocławiu (2008–2009) oraz parafii pw. Świętych Jakuba i Krzysztofa we Wrocławiu (2009–2014).